# Luigi Albertini
Luigi Albertini (Ancona, 19 de octubre de 1871 – Roma, 29 de diciembre de 1941) fue un influyente periodista italiano y político antifascista.
Miembro del Senado de Italia desde 1914 hasta el advenimiento del fascismo con Benito Mussolini. Fue elegido gestor económico del periódico milanés Corriere della Sera por el cofundador y primer director del diario, Eugenio Torelli Viollier. Bajo la dirección de Albertini, el Corriere della Sera se convirtió en el más importante y leído del país. En noviembre de 1925, fue despedido por los copropietarios del periódico por su posición contraria al Gobierno fascista.
- Datos: Q1236274
- Multimedia: Luigi Albertini / Q1236274